# Filicide
Filicide is het opzettelijk doden van een eigen kind door een van de ouders. Het woord filicide is afgeleid van het Latijnse woord filius, dat "zoon" of filia, dat "dochter" betekent en het achtervoegsel -cide betekent, doden, moord, of de dood veroorzaken. Het verschil met infanticide of neonaticide is dat er bij filicide geen leeftijd op staat.

## Motieven voor filicide
Een kindermoord kan gepleegd worden met opzet, zonder opzet, met of zonder voorbedachte rade of door onachtzaamheid. Verschillende situaties kunnen de dood als gevolg hebben zoals: kindermishandeling, kinderverwaarlozing, onachtzaamheid, ongeval, ondervoeding, fysiek geweld ten aanzien van het kind, satanische rituelen, maken van snuff movies met kinderen, enz. Dit al dan niet in combinatie met zelfmoord.
1. De altruïstische doding: de dader wil het kind beschermen tegen een naderend onheil. In dit verband wordt soms gesproken van een “mercy killing”. Dit komt voor bij zwaar gehandicapte of zieke kinderen.
2. Doding uit een (acuut) psychotische toestand: de dader lijdt aan een psychische ziekte of is onder invloed van een acute psychose en handelt onder invloed van hallucinaties en/of wanen.
3. Doding van een ongewenst kind door verwaarlozing: het kind is ongewenst en wordt niet verzorgd door de ouders. Het kind sterft als gevolg van verwaarlozing of chronisch geweld.
4. Doding uit wraak ten opzichte van de (ex-)partner: door relatieproblemen of scheiding dreigt het kind te worden afgenomen van de ene ouder, die het aan de andere misgunt door het te doden (het Medea-scenario). De woede van de dader wordt geprojecteerd op het kind.
5. Doding als een 'ongeluk: als gevolg van uit de handgelopen disciplinering: Het is de straf die het kind fataal wordt.
6. Doding uit jaloezie/na afwijzing door het kind: vooral door mannen die het niet kunnen verdragen dat de aandacht van de moeder voor het kind ten koste van aandacht voor henzelf gaat.
7. Doding als gevolg van seksueel en/of ritueel misbruik: Het al dan niet chronisch seksueel misbruik wordt het kind fataal. Bij ritueel misbruik, gebeurt dit voornamelijk binnen een groep of netwerk, soms in het kader van satanische of occulte praktijken. Dit is vaak chronisch en kan zeer gewelddadig zijn.
8. Doding als gevolg van het Syndroom van Münchhausen: het voorwenden of daadwerkelijk induceren van een ziekte bij een kind door de ouder of verzorger.Dit kan zeer verregaand zijn en het kind fataal worden.
9. Filicide als secundair gevolg van seksueel of chronisch misbruik: de moord op het kind is dus het gevolg van aanslepende kindermishandeling. Het lichaam van het kind verdraagt het geweld niet meer.
10. Extended suicide: De ouder neemt het kind mee in zijn of haar zelfmoord zodat het niet alleen achter zou blijven.

## Risicofactoren

### Impact geslacht
Hoewel er auteurs zijn die aangeven dat vrouwen vaker dader zijn van filicide dan mannen, zijn er ook onderzoeken die aantonen dat het geslacht geen relevante factor is. Over het algemeen zijn moordenaars vaker van het mannelijke geslacht, maar bij vrouwen maken hun slachtoffers vaak deel uit van hun familie.
Toch moet er gewezen worden op een oververtegenwoordiging van moeders in onderzoeken naar filicide. De ondervertegenwoordiging van paternale filicide is mogelijk het resultaat van het feit dat vaders eerder een gevangenisstraf krijgen of een geslaagde suïcide plegen, waardoor zij uit beeld verdwijnen van klinisch psychiatrisch onderzoek.

### Socio-economische omstandigheden
Een kind kost toch wel geld, soms kan dit, bij ongunstige socio-economische omstandigheden een factor zijn. Een kind krijgen is voor vele mensen overweldigend, maar in armoede kan dit de druppel zijn die de emmer doet overlopen.

### Ongunstige omstandigheden
- alcohol en drugsmisbruik
- gebrek aan steun
- sociaal isolement
- conflict met een specifiek persoon
- (v)echtscheiding

### Tienerzwangerschappen
Landen met een hoog aantal tienerzwangerschappen, hebben een significant hoger risico op infanticide en filicide.

### Psychische stoornis
Psychische stoornissen komen zowel bij moeders als vaders veel voor. Naast een persoonlijkheidsstoornis is er vaak sprake van een co-morbiditeit met een klinische as-1 stoornis. Helaas is er nog weinig onderzoek gedaan naar de specifieke stoornissen bij filicide.

### Mentally ill
- Depressie
- Psychose
- Ontkenning zwangerschap: Door de zwangerschap te ontkennen, heeft de moeder geen band met het kind. Vaak is het kind in deze situatie ook ongewenst, welke een onmiskenbare factor is bij infanticide.

#### Post natale depressie
Wanneer de moeder binnen de 3 maand na de bevalling in een depressie geraakt. Er is sprake van vermoeidheid, gebrek aan eetlust en eventueel paniekaanvallen.Hieruit kunnen suicidale of gedachten gericht op infanticide uit voortkomen. De moeder ziet hierbij de baby als de oorzaak van het probleem.

#### Depersonalisatie
Bij ongewenste zwangerschappen kan de ontkenning van de zwangerschap verder gaan na de bevalling door depersonalisatie. De moeder disocieert zich volledig van het kind. Hierdoor bestaat er geen band tussen moeder en kind.
Deze zaken kunnen ook samen voorkomen. Vaak volgt het ene dan ook uit de andere problematiek.

## Voorbeelden
- Jefta doodde zijn dochter omdat hij God een brandoffer beloofd had van de eerste dat hem bij thuiskomst na zijn overwinning op de Ammonieten tegemoet zou komen (Richteren 11 : 31).
- Medea doodde haar beide zoons uit wraak voor de ontrouw van haar man Jason (Euripides’ Medea).
- De toenmalige koning der Joden, Herodes I, liet zijn eigen zoons Alexander en Aristobulus[1] (7 v.Chr.) en Antipater[2] (4 v.Chr.) ter dood brengen uit vrees dat ze hem van de troon zouden stoten.